# Роделло
Роделло (итал. Rodello) — коммуна в Италии, располагается в регионе Пьемонт, в провинции Кунео.
Население составляет 971 человек (2008 г.), плотность населения составляет 110 чел./км². Занимает площадь 9 км². Почтовый индекс — 12050. Телефонный код — 0173.
Покровителем коммуны почитается святой Лаврентий, священномученик, празднование 10 августа.

## Демография
Динамика населения:

## Администрация коммуны
- Официальный сайт: http://www.comune.rodello.cn.it